# Pijiño del Carmen
Pijiño del Carmen es un municipio del departamento del Magdalena, Colombia. El municipio de Pijiño está enclavado en el complejo cenagoso de Pijiño, este a su vez forma parte de la Depresión Momposina y la llanura Caribe; está situada en la parte baja del río Magdalena. Ubicado a 325 km de la capital departamental, Santa Marta. Fue fundado por José Fernando Mier y Guerra. Mediante la Ordenanza n.º 1 de 1996 fue creado el municipio, separando de Santa Ana.

## Límites del municipio
El Municipio Pijiño del Carmen está localizado a 9°20´ latitud norte y a 74°27´ de longitud oeste. Limita por el norte y por el oeste con el municipio de Santa Ana, al sur con el municipio de San Zenón y el Departamento del Cesar, al este con el Departamento del Cesar. Tiene una extensión de 526 km² aproximadamente, que representan el 2.27% de la superficie total del Departamento del Magdalena. 
Extensión total: 526 km²
Extensión área urbana: 7.8 km²
Extensión área rural: 52592.2 ha
Altitud de la cabecera municipal (metros sobre el nivel del mar): 80 m
Temperatura media: 34 °C
Distancia de referencia: 325 km

## División Político-Administrativa
Además de su Cabecera municipal. Pijiño del Carmen tiene bajo su jurisdicción los centros poblados:
- Cabrera
- Casa Blanca
- El Brillante
- El Dividivi
- Filadelfia
- La Lucha
- Las Planadas
- Peladero
- San José de Prevención

#### Veredas
El municipio tiene constituido las siguientes veredas: Buenos Aires, Ganimedes, Nueva Holanda, Dios Vera, El Purgatorio, Catalina, San Martin, Laberinto, Tierra Morena, Candelaria, Santa fe, Maya sola, Pringamoza, El Hotel, El Placer, La verdura, Ventolera, Peladero, Missuri, Pabellón, Nueva Holanda, San Juan, El muñeco, La Zarcita, Brillantina, Las parcelas, El Corinto, Las Marías, Plan Parejo, Simón bolívar, Lo Verán, Bella Luz, Todos los Santos, Nueva Esperanza, La Puerta, El Cariño.

## Demografía
Población total: 13.943 
Población cabecera: 5.116
Población rural: 8.827

## Símbolos
Himno
CORO
Es Pijiño soberano y señorial
Tus historias las venimos a contar
Tus paisajes que contagian de alegría
A todo aquel que te viene a visitar
La baizana fue quien dio tu nacimiento
Cuenta la historia que fue por un pescador
Que inspirado por sus grandes pijiñales
Fue Pijiño como así te bautizó
ESTROFA I
Pijiño tiene bellos atardeceres
Sol rojizo que lo quiere contemplar
De mañana suave brisa te acaricia
Te susurra como queriéndole hablar
La Cultura de Pijiño es resaltada
Con la base de una buena educación
El cristal del recuerdo es el espejo
De esa historia que contamos con amor
ESTROFA II
Es Pijiño la cuna del ganadero
Es emporio y es tierra de agricultor
Va sembrando su semilla alegremente
De su frente va saliendo su sudor
La mañana despejada le va dando
La esperanza al humilde pescador
Que remando su canoa va cantando
Y en sus redes lleva puesta su ilusión 
ESTROFA III
De tus aguas salió el milagro más grande
Fue una tabla que en tu ciénaga flotó
Y una imagen que en ella se reflejaba
Fue la Virgen que en tu suelo apareció
El descanso y chingalé guardan historias
De la gente que a sus orillas pasó
Malos ratos por culpa de sus crecientes
Aquel arriero que bastante padeció.

## Vías de comunicación
- Aeropuerto San Bernardo de Mompox: a 20 minutos de Pijiño del Carmen
- Terrestres: La Gloria - Bosconia, Santa Ana - San Zenon
- Fluviales: El Banco, Mompox, Magangue y Santa Bárbara de Pinto

## Economía
La base principal de la economía del municipio de Pijiño es la ganadería, seguida de la pesca artesanal. 

### Ganadería
Como la actividad económica más representativa es la ganadería, la zona rural debe su existencia al comercio del ganado en mercados como Magangué, Medellín, Bucaramanga, Barranquilla y Santa Marta. Actualmente, ocupa el cuarto lugar en el departamento en cuanto a producción de carne y leche. Para el sector ganadero se destinan 203.285 hectáreas, utilizadas para especies como ganado bovino, vacuno, caprino, porcino, equino, mular, ovino, bufalino y asnal. Generalmente, se emplea el sistema de explotación de libre pastoreo o ganadería extensiva. En cuanto a la producción de carne y leche, existe un gran potencial, destacándose centros de acopio ubicados en la cabecera municipal y en municipios vecinos. La modalidad de comercialización más común es en pie, tanto para ganado de sacrificio como de levante. La leche se comercializa a través de empresas, y parte de esta producción se destina a la elaboración de queso costeño, el cual se distribuye en el centro del país. Las entidades encargadas del sector ganadero a nivel municipal son ASOGANS (Asociación de Ganaderos de Santa Ana) y FEDEGAN.

## Geografía

### Relieve
El territorio del municipio de Pijiño es ligeramente plano. Sus suelos se caracterizan por su diversidad, destacándose un sistema de pendientes condicionado por el tipo de relieve, con valores que varían entre el 0% y el 50%. La textura del suelo abarca desde fina, media y moderadamente fina hasta ligeramente fina y gruesa (arenosa), lo cual influye en el drenaje natural. Se encuentra un drenaje interno imperfecto que favorece la escorrentía o el movimiento del agua superficial, acelerando la erosión, especialmente en áreas que carecen de una cobertura vegetal eficiente. En contraste, también se presentan sectores con un drenaje moderadamente bueno que permite la penetración del agua a través del perfil del suelo. Los sectores con drenajes imperfectos son susceptibles al encharcamiento e inundaciones 

### Ecología
El municipio de Pijiño está enclavado en el complejo cenagoso de Pijiño, el cual forma parte de la llanura de inundación del río Magdalena y se integra en la cuenca hidrográfica del mismo. Este territorio incluye una planicie compuesta por arroyos, ciénagas y playones que se inundan de manera estacional y permanente, con niveles fluctuantes de agua que alcanzan profundidades de entre 4 y 5 metros.
El municipio de Pijiño se encuentra dentro de la Depresión Momposina, que a su vez es parte de la llanura Caribe y está situada en la parte baja del río Magdalena.

### Hidrografía
En toda la extensión del municipio se diferencian dos microcuencas principales las cuales son: 
1. Micro cuenca de la quebrada culebra. Tiene una extensión aproximada de 36.296,91 ha y conformada por los arroyos Chingalé, Palma, Convención, Santo Domingo, Delicias, Santa Bárbara, Cardón y Las Palmas, siendo la corriente principal la quebrada culebra cuya desembocadura está ubicada en la ciénaga Pijiño con una longitud aproximada del cauce principal igual a 56 km
2. Micro cuenca Los Monos. Tiene una extensión aproximada de 16.303,09 ha y conformada por los arroyos Cacarañao, La Esperanza, El hospicio, Orinoco, Hundido, Novelao, quebrada el Jordán, caño Caimancito; a desembocar en el río Cesar, con una longitud aproximada del cauce principal a 30 km Mapa SFB N.º 1.doc

### Geomorfología
Geomorfológicamente, el municipio de Pijiño del Carmen está dividido en cuatro planos o subregiones.
- Plano inundable: esta subregión está conformada por la cabecera municipal y los centros poblados Cabrera, Filadelfia y la Lucha.

- Plano ondulado: conformado por los centros poblados Casa Blanca, San José de Prevención y Parte de los centros poblados El Dividivi y Peladero, bordeando la vereda El Laberinto.

- Plano de lomas y colinas: esta subregión parte de Peladeros y el Laberinto del centro poblado El Dividivi, hasta parte de Las Planadas bordeando La vereda El Muñeco.

- Valle del Ariguaní: parte de la Vereda El Muñeco del centro poblado Las Planadas, hasta los límites con el Departamento del Cesar.

## Sitios turísticos
- El Malecón turístico
- Balnearios de la Ciénaga de Pijiño
- La Arenada
- La Puntica del Pozo
- La Vizcaína, Isla verde

## Principales festividades
- Carnavales
- Virgen del Retablo de Pijiño (3 de mayo)
- 16 de julio fiestas patronales de nuestra señora del Carmen
- Festival del Bocachico (17 de julio)
- Feria Ganadera (julio)
- Fiestas patronales de la Inmaculada Concepción en el centro poblado Casa Blanca
- 15 de agosto fiestas patronales de Nuestra Señora del Tránsito en el centro poblado Cabrera
- 25 de diciembre Divino Niño en la vereda Nueva Holanda.

## Estructura organizacional municipal
| Pijiño del Carmen | Pijiño del Carmen | Pijiño del Carmen          |
| Departamento      | Código DANE       | Categoría municipal (2023) |
| ----------------- | ----------------- | -------------------------- |
| Magdalena         | 47545             | Sexta                      |

- Personería: Es un centro del Ministerio Público de Colombia que ejerce, vigila y hace control sobre la gestión de las alcaldías y entes descentralizados; velan por la promoción y protección de los derechos humanos; vigilan el debido proceso, la conservación del medio ambiente, el patrimonio público y la prestación eficiente de los servicios públicos, garantizando a la ciudadanía la defensa de sus derechos e intereses.

- Concejo Municipal: Es la suprema autoridad política del municipio. En materia administrativa sus atribuciones son de carácter normativo. También le corresponde vigilar y hacer control político a la administración municipal. Se regulan por los reglamentos internos de la corporación en el marco de la Constitución Política Colombiana (artículo 313) y las leyes, en especial la Ley 136 de 1994 y la Ley 1551 de 2012.

Constituido por 11 concejales por un periodo de 4 años.
- Alcaldía Municipal: En esta se encuentra la administración municipal y las entidades descentralizadas del municipio.

El Alcalde se pronuncia mediante decretos y se desempeña como representante legal, judicial y extrajudicial del municipio. El actual Alcalde municipal es Orlando Machado Machado (2024-2027), elegido por voto popular.
- JAL. Sin constitución alguna en los corregimientos del municipio.

### Servicios públicos
- Energía Eléctrica: Afinia, del grupo EPM, es la empresa prestadora del servicio de energía eléctrica.
- Gas Natural: Gases del Caribe es la empresa distribuidora y comercializadora de gas natural en el municipio.